# العودة إلى المستقبل 3
العودة إلى المستقبل 3 (بالإنجليزية: Back to the Future Part III)‏، هي الجزء الثالث والأخير من سلسلة العودة إلى المستقبل، وهي من صنف الخيال العلمي والكوميدية والغرب الأمريكي، أنتجت سنة 1990م، وشارك فيه مايكل جاي فوكس وكرستوفر لويد،

## تصويره
تم تصوير الفيلم في ولاية أريزونا الأمريكية.

## وصلات خارجية
- الموقع الرسمي
- العودة إلى المستقبل 3 على موقع IMDb (الإنجليزية)
- العودة إلى المستقبل 3 على موقع ميتاكريتيك (الإنجليزية)
- العودة إلى المستقبل 3 على موقع روتن توميتوز (الإنجليزية)
- العودة إلى المستقبل 3 على موقع نتفليكس (الإنجليزية)
- العودة إلى المستقبل 3 على موقع قاعدة بيانات الأفلام العربية
- العودة إلى المستقبل 3 على موقع ألو سيني (الفرنسية)
- العودة إلى المستقبل 3 على موقع Turner Classic Movies (الإنجليزية)
- العودة إلى المستقبل 3 على موقع أول موفي (الإنجليزية)
- العودة إلى المستقبل 3 على موقع بوكس أوفيس موجو (الإنجليزية)
- العودة إلى المستقبل 3 على موقع فيلمافينيتي (الإسبانية)